# Florent Massot
 (avril 2022).
Pour les articles homonymes, voir Massot.
Florent Massot est un éditeur français depuis 1983.

## Historique
Florent Massot édite d'abord des ouvrages à titre personnel à partir de 1983 avec le livre sur Urban Sax sous le label Chambre Noire puis édite des livres sous la marque Florent Massot éditeur[réf. souhaitée].
La société Éditions Florent Massot est créée en mai 1994[réf. souhaitée].
Massot est le premier éditeur de Virginie Despentes, pour ses romans Baise-moi (1994) et Les Chiennes savantes (1995). La maison ferme en 1999[réf. souhaitée].
Après sa rencontre avec Bernard Fixot sur un plateau de télévision, Florent Massot crée Oh ! Éditions, y associant Philippe Robinet en juillet 2002[réf. souhaitée].
Florent Massot relance sa maison initiale en 2006, sous son propre nom, après l'avoir rachetée à Nicolas Philippe. Florent Massot en est l'actionnaire majoritaire, les éditions Grasset (Hachette) détenant 34% du capital. Il publie huit à dix titres par an[réf. souhaitée].
De 2012 à 2016, il est éditeur aux éditions des Arènes et y apporte entre autres le livre Merci Pour ce moment de Valérie Trierweiler.
En juin 2016 est créée la société des Éditions du 31 décembre qui publient sous la marque Massot éditions. Il publie notamment la série de bandes dessinées d'Emma Un autre regard dont La charge mentale qui sera traduite dans le monde entier[évasif][réf. souhaitée].
Le 21 mars 2019 est publié, en collaboration avec les éditions Au diable vauvert[évasif], l'ouvrage de Juan Branco Crépuscule, un pamphlet politique préfacé par Denis Robert annonçant selon son auteur « le crépuscule du macronisme ». En dépit de la disponibilité en téléchargement gratuit, les ventes du livre, qualifié de « brûlot anti-Macron », dépassent les 100 000 exemplaires.
Les éditions Massot publient jusqu'à 20 titres[évasif] par an dont un tiers en bandes dessinées et sont co-éditeurs de nombreux[évasif] essais avec Blast, le Souffle de l'info. Florent Massot en est un des administrateurs.